# Ibn Xuayb
Abu-l-Abbàs Àhmad ibn Muhàmmad ibn Xuayb al-Yaznaí al-Qirjaní (àrab: أبو العباس أحمد بن محمد بن شعيب القرجاني, Abū l-ʿAbbās Aḥmad b. Muḥammad b. Xuʿayb al-Qirjānī), més conegut simplement com a Ibn Xuayb (Taza, ? - Tunis, 1 de març de 1349) fou un metge, alquimista, botànic, astrònom, matemàtic, poeta d'anomenada i canceller del soldà marínida Abu-l-Hàssan.